# 中北晃二
中北 晃二（なかきた こうじ）は、日本のイラストレーター、メカニックデザイナーである。三重県四日市市生まれ。

## 来歴
1990年代前半はゲーム会社のマイクロキャビンに在籍しており、百鬼丸のペンネームで同社の『幻影都市』『サークIII』などのキャラクターデザインを手がけていた。
メカとクリーチャーを主に好む。ゲーム、アニメ、模型玩具のデザインなどを手がける。
2023年4月26日、本人のTwitter上に、「この度あの世に旅立ちまして、ひと区切りついたところです。」と家族から投稿があり、逝去が報告された。

## 主な参加作品

### マイクロキャビン時代
- 幻影都市 - キャラクターデザイン（百鬼丸名義）
- サークIII - キャラクターデザイン（百鬼丸名義）
- ソードアンドソーサリー - キャラクター原案

### フリー時代

#### イラスト
- オーラバトラー戦記2 戦士・美井奈（角川スニーカー文庫・富野由悠季 著） - 挿絵
- アース・リバース（角川スニーカー文庫・三雲岳斗 著） - 挿絵
- スターオーシャン ブルースフィア（電撃ゲーム文庫・竹内誠 著） - 挿絵
- デモン・スィーパー（角川スニーカー文庫） - 挿絵
- 秘神黙示ネクロノーム（電撃文庫） - 挿絵
- 無理は承知で私立探偵（角川スニーカー文庫・麻生俊平 著） - 挿絵
- エアリアルシティ（電撃文庫・川上稔 著） - 挿絵

#### アニメーション
- 妄想科学シリーズ ワンダバスタイル - メカニックデザイン
- 獣装機攻ダンクーガノヴァ - メカニックデザイン
- スーパーロボット大戦OG -ジ・インスペクター- - プロダクションデザイン、原画
- ガッチャマンクラウズ - スーツデザイン（安藤賢司と共同）
- 勇気爆発バーンブレイバーン - メカニカルデザイン（MORUGA、桜水樹、石垣純哉、前並武志、本村晃一と共同）

#### その他
- カンブリアンQTS - 原作
- リモートコントロールダンディSF - メカニックデザイン
- リアルグレード - ガンダム、ザクなどのデザインアレンジを担当[2]
- 超速変形ジャイロゼッター - メカニックデザイン
- アサルトリリィ - ヒュージデザイン[3]（アニメ『BOUQUET』では「チャーム原案」としてクレジット）